# Ramesse III.
Ramesse III. Userma'atre meriamun byl druhým faraonem 20. dynastie po svém otci Setnachtovi. Vládl poměrně dlouho mezi lety 1187 a 1157 př. n. l. v době pro Egypt složité jak z příčin rozvolnění vnitřní správní struktury, zděděné po konci předchozí 19. dynastie, tak i celkového ekonomického oslabení a nutnosti bojů s externími nájezdníky z oblastí kolem Středozemního moře („mořských národů“). Zemřel násilnou smrtí po spiknutí harémových služebníků, vedlejší manželky Tije a syna Pentawera.

## Vláda

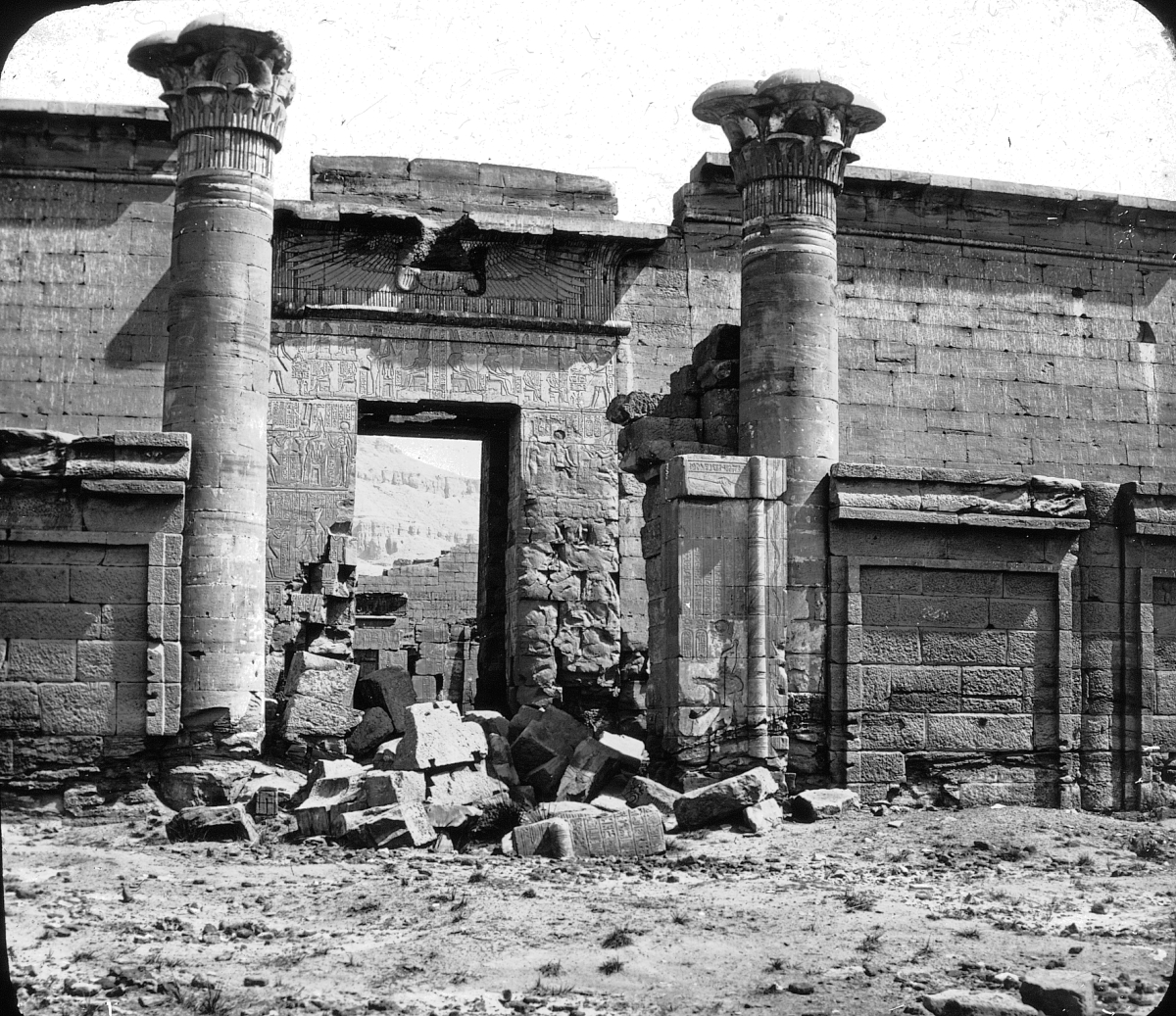
Medínit Habu; snímek před r.1923

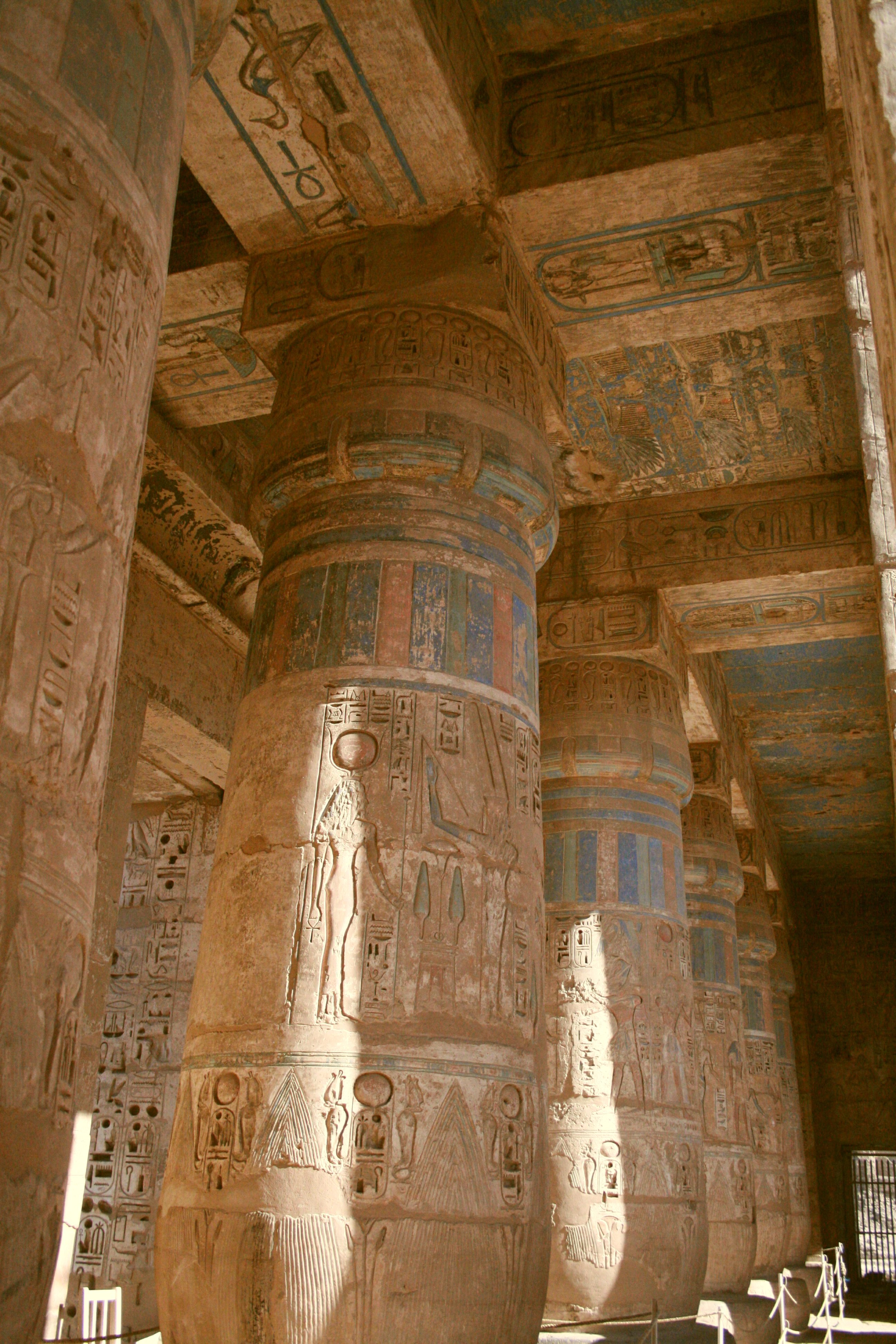
Zádušní chrám v Medínit Habu, sloupový koridor

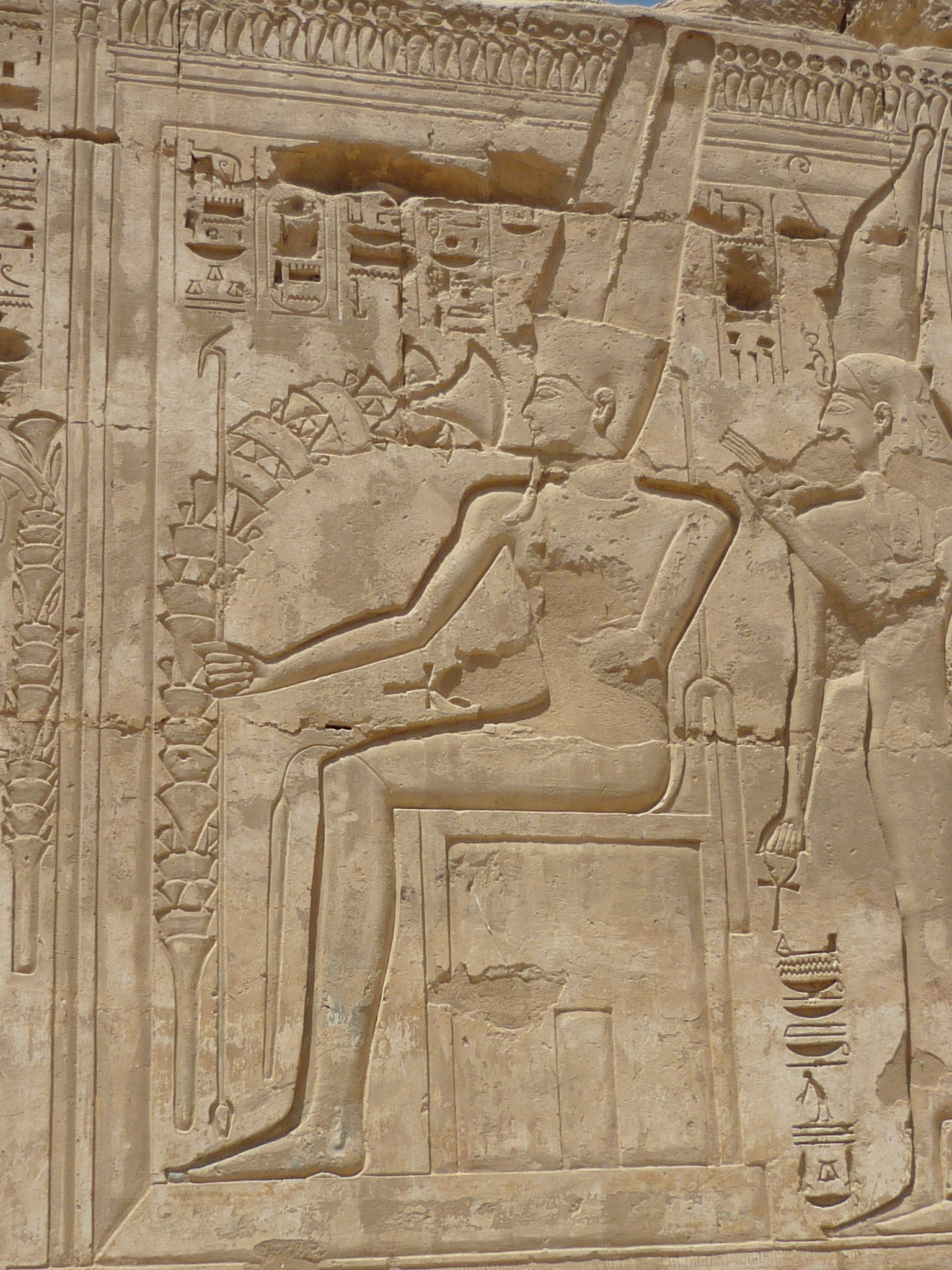
Ramesse s vůní papyru, Medínit Habu

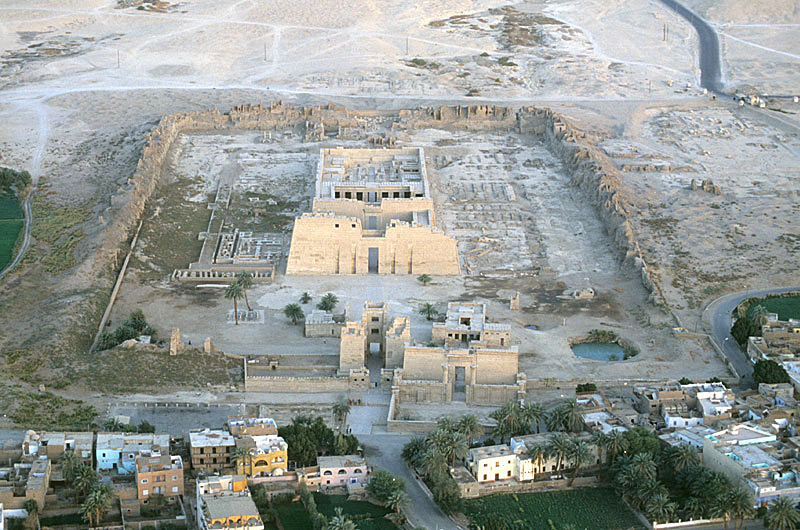
Areál Medínit Habu

Stěhování národů na konci pozdní bronzové doby

Zdědil po otci zemi v nedobrém stavu a musel věnovat značené prostředky na konsolidaci správy země, zajišťovat armádu a její nasazení v různých částech neustálých rebelií. Další prostředky byly určeny pro chod četných chrámů, dost rozsáhlou stavební činnost zejména v Medínit Habu, rekonstrukce a výzdobu Ramessea v Thébách. V neposlední řadě to bylo budování sídelního města Pi-Ramesse. Existují záznamy o expedici do země Punt, kde se po delší době opět navázalo na podobné expedice z doby vlády královny Hatšepsut. Po celou dobu vlády se faraon snažil řešit reorganizací správu země. V Harrisově papyru jsou popisovány majetkové a mocenské pozice náboženských center ve Vesetu, Mennoferu a Iunu. Značná část celkové obdělávané půdy byl ve správě chrámových center, největší podíl z toho patřil kněžím ve Vesetu. Spory s faraonem o jejich přerozdělení pak byly jednou z hlavních příčin četných spiknutí ohrožujících samotného faraona a vyústily v jeho zavraždění. Vztahy s okolními zeměmi byly neustále ve stavu nepřátelských šarvátek a invazních nájezdů, zejména do úrodných části Dolního Egypta.
Události z jeho vlády, ze kterých také čerpají egyptologové historické souvislosti, jsou obsaženy ve dvou hlavních zdrojích. Jsou to nápisy na zdech a sloupech v chrámu Medínit Habu a v unikátním Harrisově papyru.

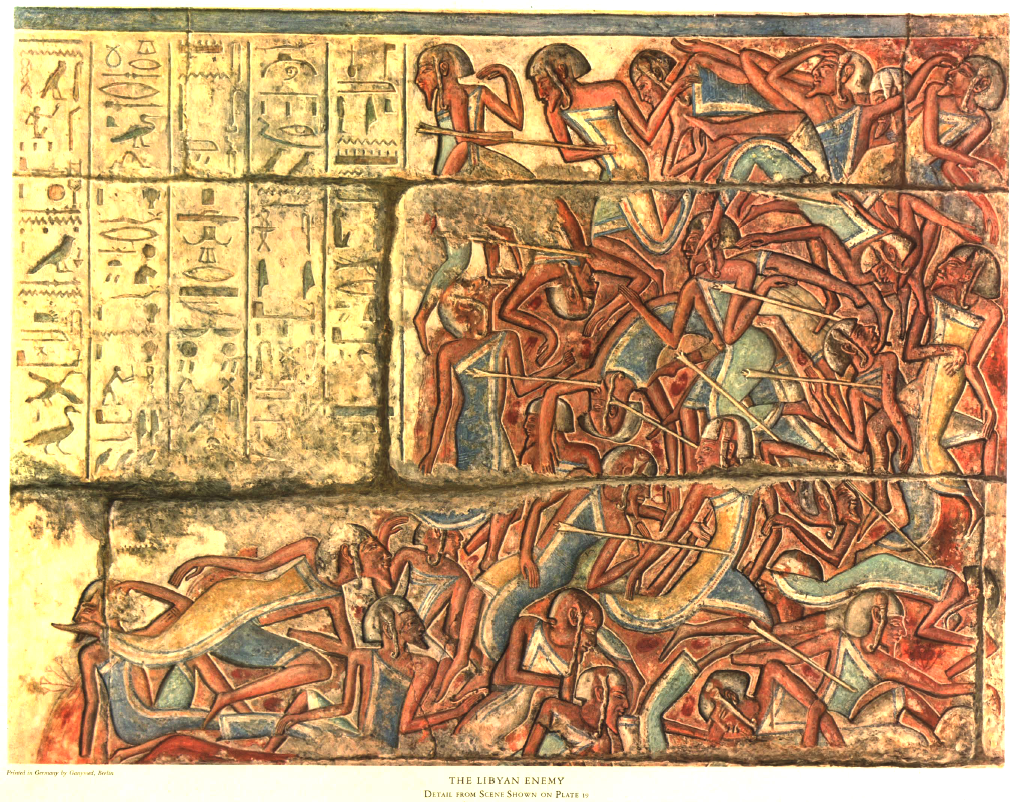
Bitva s Libyjci v 5. roce vlády

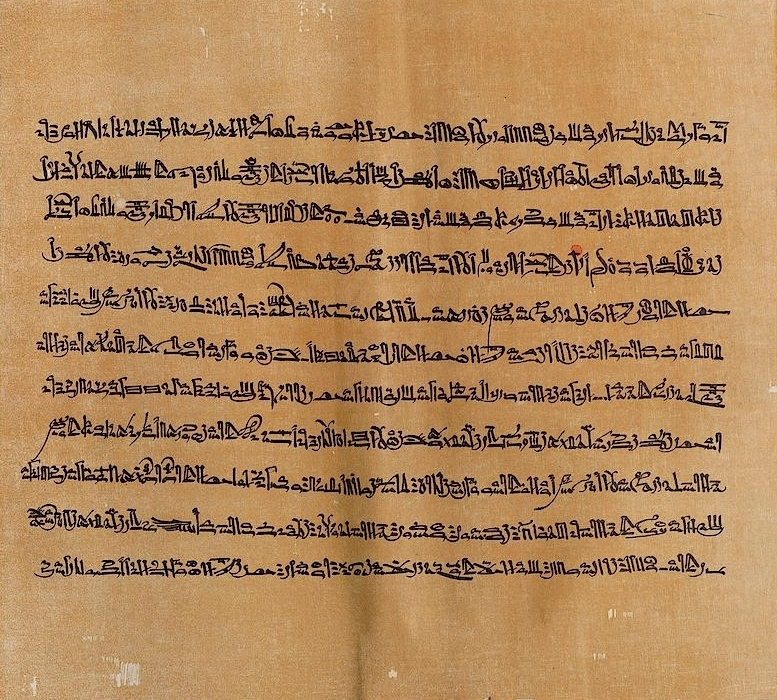
Herrisův pypyrus, 76. tabule, Britské Museum

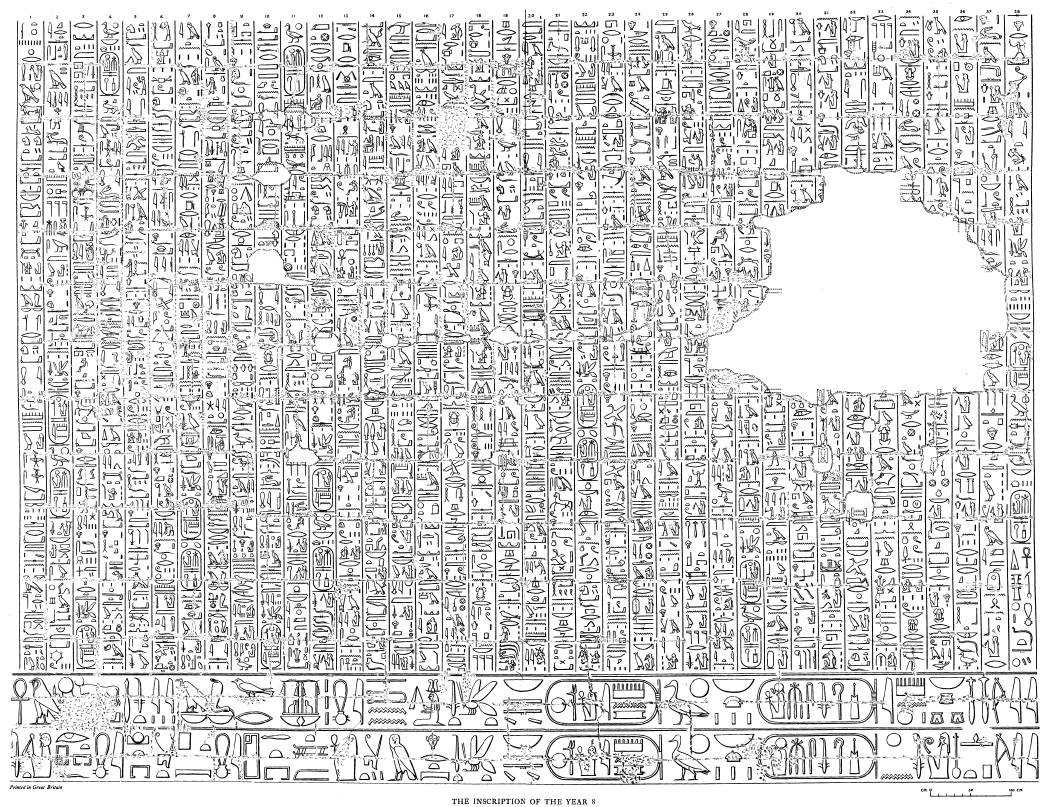
Zápis o bitvě s Mořskými národy. roce vlády

## Války

### Válka s Libyjci
V 5. roce vlády vedl faraon válku s Libyjci, hovoří o tom zápis na stěně ve druhém nádvoří v paláci Medínit Habu.
Libyjský král Themer se spojil s mořskými piráty z oblasti Anatolie a Palestiny a napadl Egypt po souši a další částí na lodích do ústí Nilu. Tam ničili západní část delty Nilu až po město Mennofer. Ramesse III., který se bitvy osobně zúčastnil, bojuje na válečném vozíku, Libyjce porazil, pobil více než 12 tisíc cizích vojáků a více než tisíc jich zajal a uvrhl do otroctví. Na nápisech zvýraznil své úspěchy. Je zde analogie s textem na stéle „Hymnus o vítězství“ nalezené ve Vesetu Williamem Petriem.

### Válka proti „mořským národům“
Na druhém pylonu je pak zápis z 8. roku vlády o expedici na sever proti „mořským národům“, uvádí se egejská oblast.
Populace „mořských národů“, které jsou specifikovány jako Pelištejci, další z oblasti Levanty, se přes severní Sýrii masivně s celými rodinami a majetkem stěhovaly na jih směrem k pobřežnímu městu Arwad. Jižně od Arwadu Ramesse III. střežil hranici se svými lučištníky a v několika srážkách nepřátele porazil. Triumfální vítězství zobrazil na severní stěně nádvoří.

### Další válka proti Libyjcům
Na prvním pylonu v zadní části chrámu jsou zápisy z 11. a 12. roku vlády, popisující úspěchy v opakované válce proti Libyjcům.
Libyjský král Keper a jeho syn Mešešer s kmeny žijícími v libyjské poušti, ale také s dalšími ze skupiny „mořských národů“, napadli Egypt v západní deltě Nilu, zde je Ramesse porazil a zatlačil zpět do pouště. V textech v Medínit Habu se uvádí 2052 zajatců a 2175 zabitých nepřátel. Král Keper byl zajat a jeho syn zabit. Zápisy uvádějí poměrně podrobný výčet kořisti, zajatých mužů, žen a dětí, počty dobytka, zbraní, bojových vozíků, koní a oslů.

### Syrská válka
Opakované nájezdy „mořských národů“ vedly faraona k vybudovaní řady pevností se stálými posádkami na severní hranici, která sledovala původní hranici s říší Chetitů, přibližně v poloze města Kadeš.

### Nubijská válka
Válečné expedice byla vedeny k ochraně jižní hranice s Núbií, která byla dosud vazalem Egypta a byla stále napadána kmeny z libyjské pouště. Reliéf scény z těchto bojů jsou na severní stěně v Medínit Habu oproti prvnímu pylonu. 

Jakkoliv uvedené zápisy na význačných monumentech popisují vítězná tažení Ramesse III. proti nepřátelům přicházejícím ze severu, západu i jih jsou oslavná, zvěstující jeho slávu, reálná situace v dané historické době byla dlouhodobě složitá, vlastně již trvala po celou dobu vlády Ramesse II. a jeho následníků. Postupně se Egypt vyčerpával a blížila se doba celkového kolapsu v Třetím přechodovém období.

## Vezírové
Z doby vlády Ramesse III. je známo také několik vezírů:
- Hori II. byl vezírem již za předchozích vládců počínaje Merenptahem. Jeho dědem byl princ Chamuaset, 4. syn Ramesse II.
- Hewernef byl vezírem v Dolním Egyptě, zaznamenán v 15. roce vlády v Dér el-Medína, který nahradil předchozího vezíra Horiho po jeho smrti. Ramesse III. si ho k vládě přizval z chrámu v Atribis[p 2] a faraonovi sloužil až do 29. roku jeho vlády.
- To vezír z Horního Egyptu, sloužil asi od 16. do 29. roku vlády[12][13]
- Nehy vezír zmíněný na bloku pocházejícím z Vesétu ve scéně Ramesse III. s královnou Isis-Takemdžertou a její matkou Hemdžéret.

## Harrisův papyrus
Čtyři svitky papyru nalezeného obyvateli v hrobce v Dér el-Medína v roce 1855, které odkoupil archivář Anthony Harris z Alexandrie, představuje unikátní dokument, kromě jiného, o materiálním zabezpečení chrámů sloužících bohům a kněžím, je vlastně podrobná inventura materiálních (mandatorních) položek, určená pro jeho proponovaného následníka Ramesse IV. Jeho celková délka je 41 m a obsahuje celkem 1500 řádků textu v hieratickém písmu. Byl zpracován a napsán ve třech náboženských centrech, v hieratickém písmu třemi písaři ve Vesetu, Iunu, Mennoferu a souhrnně bohům Horního Egyptu a Dolního Egyptu.. Podrobně jsou rozepsány výnosy hospodaření zmíněných center. Všechna data poskytují celkový pohled na celkové hospodářské poměry v dané době.
| Chrámové centrum | Obdělávaná půda – rozloha v akrech | Osoby příslušné k chrámu | Počet dobytka | Zahrady a lesy | Počet lodí | Počet dílen | Počet měst |
| Veset            | 583 313                            | 84 486                   | 421 362       | 433            | 83         | 46          | 56         |
| Iunu             | 108 057                            | 12 364                   | 45 544        | 64             | 3          | 5           | 103        |
| Mennofer         | 6 853                              | 3 079                    | 10 047        | 5              | 2          | 2           | 1          |
| Malé chrámy      | 24 308                             | 5 686                    | 13 433        | 11             | 11         | 0           | 0          |
| Celkem           | 422 531                            | 105 615                  | 490 386       | 513            | 99         | 53          | 160        |

Chrám ve Vesetu obhospodařoval z celku pro chrámy 80 % půdy a 86 % veškerého dobytka. V Egyptě se pro danou dobu uvádí celkem ~9 mil. obyvatel a ~5 mil. akrů obdělávané půdy. V působnosti všech chrámů tedy bylo 14,5 % půdy ale jen ~1 % obyvatel. Z dat je zřejmá dominance Amonova chrámu ve Vesetu a z toho plynoucí trvalé mocenské ambice. Jako příklad lze zmínit dobu vlády uzurpátora Amenmesse.

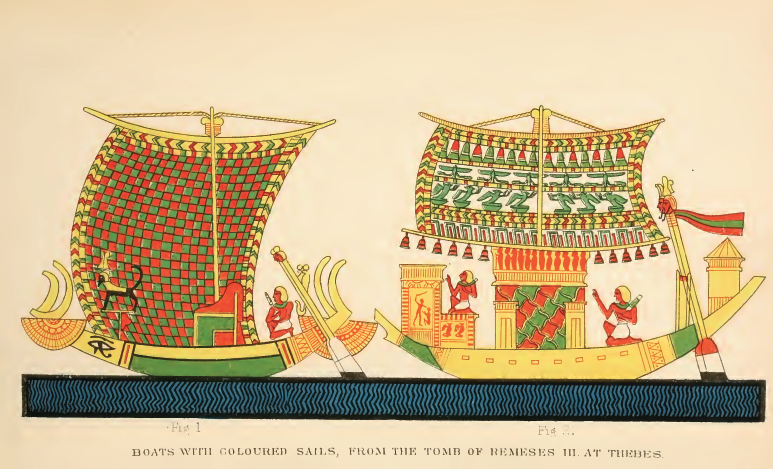
Lodě s barevnými plachtami, hrobka Ramssese III. (KV11)

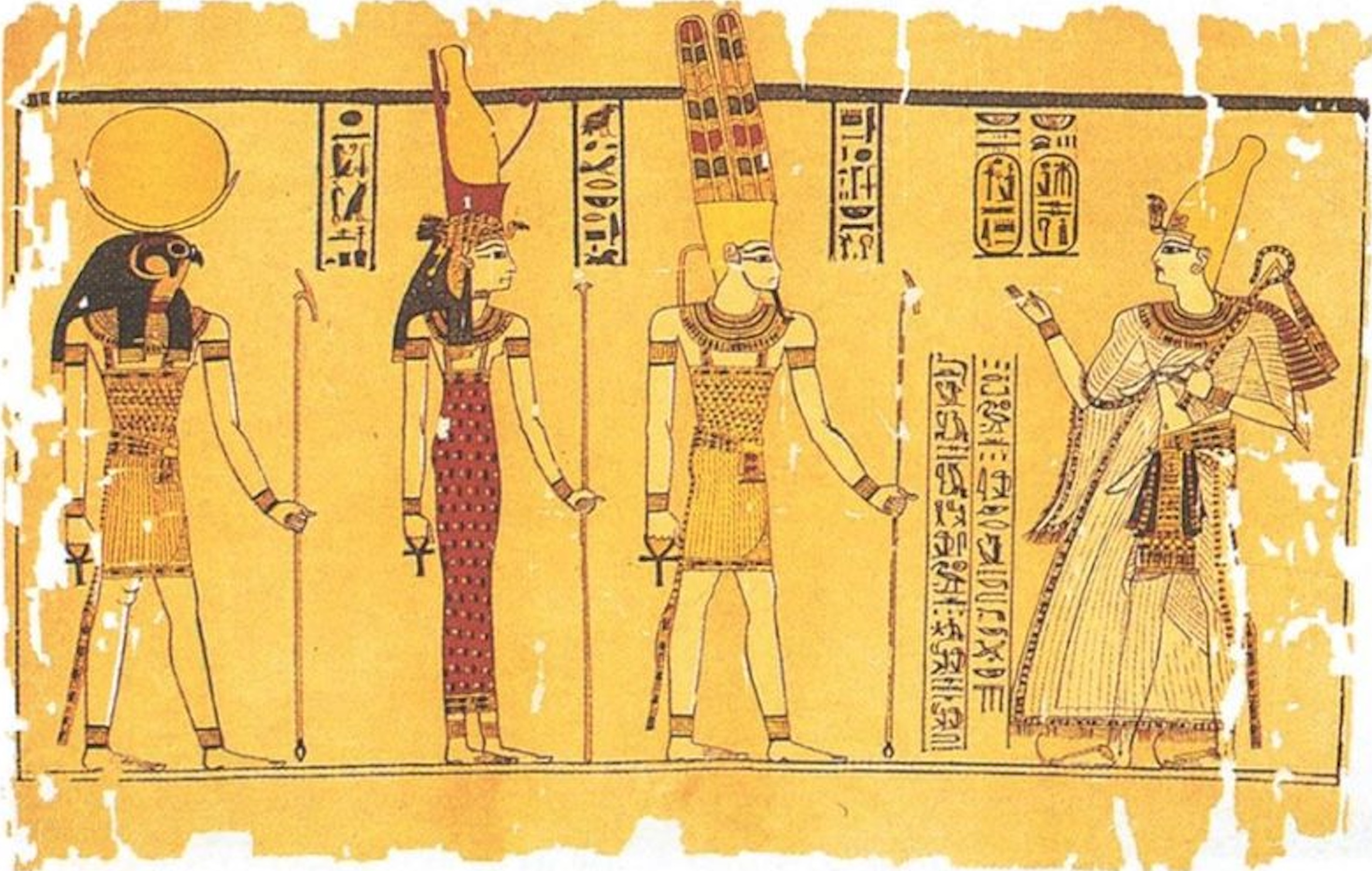
Ramesse III. oslovuje boha Amona:"Vyprávím o záslužných poklonách, uctivých poctách a záslužných činech, které jsem ti v přítomnosti prokázal, ó králi bohů!"

## Medínit Habu
Monumentální stavba Ramesse III. Medínit Habu je z hlediska historie 20. dynastie nejvýznamnější stavbou. Její stavbu faraon zahájil ve 4.–5. roce vlády na jižním okraji Údolí králů poblíž chrámu Amenhotepa III. v místě, kde již existoval menší chrám z doby 18. dynastie. Ke stavbě byl použit pískovec, který umožňoval konstrukci rozsáhlejších architrávů a sloupového hipodromu. Pískovcové bloky pro stavbu Medínit Habu se těžily v lomu v Džebel el-Silsila a po proudu Nilu se na lodích dopravovaly na vzdálenost ~100 km. Záznam v lomu uvádí, že na stavbě pracovalo asi 3000 pracovníků a doprovod u zajišťovalo 44 lodí. Konstrukce chrámu byla dlouhá 141 m a 50 m široká. Ze žuly byla postavena pouze vstupní brána mezi prvním a druhým nádvořím. Chrám měl od počátku charakter zádušního chrámu. V návaznosti na první nádvoří chrámu byl vybudován menší obytný palác s místnostmi a s částí určenou pro faraonův harém. Ve zvýšeném podlaží byl k oknu připojen balkon, ze kterého faraon holdoval lidu na nádvoří při oslavách a po vítězných vojenských taženích.
Reliéfní scény a hieroglyfické nápisy na stěnách chrámu a sloupoví se dají rozčlenit do tří skupin: (1) historické, (2) náboženské, (3) dekorativní. Odhaduje se, že celý komplex byl dokončen ve 14.–15. roce vlády.

Ramesse III. zasvětil chrám bohu (úryvek):
| „              | Oslovení krále Ramsese III., jeho otci Amon-Re, králi bohů: „Vezmi si zlato a stříbro jako písek na břehu, vybral jsem je pro tebe z vod a z hor, abych ti je předal podle správné míry, pro každý den knížectví tvého veličenstva. Přinesl jsem pro tebe lapis lazuli, malachit a každý drahý kámen v truhlicích, pokrytých electronem. Udělal jsem pro tebe mnoho posvátných amuletů ve tvaru vedžet, každý z nádherného vzácného kamene.“ | “ |
| — Breasted §29 | |   |

## Násilná smrt faraona

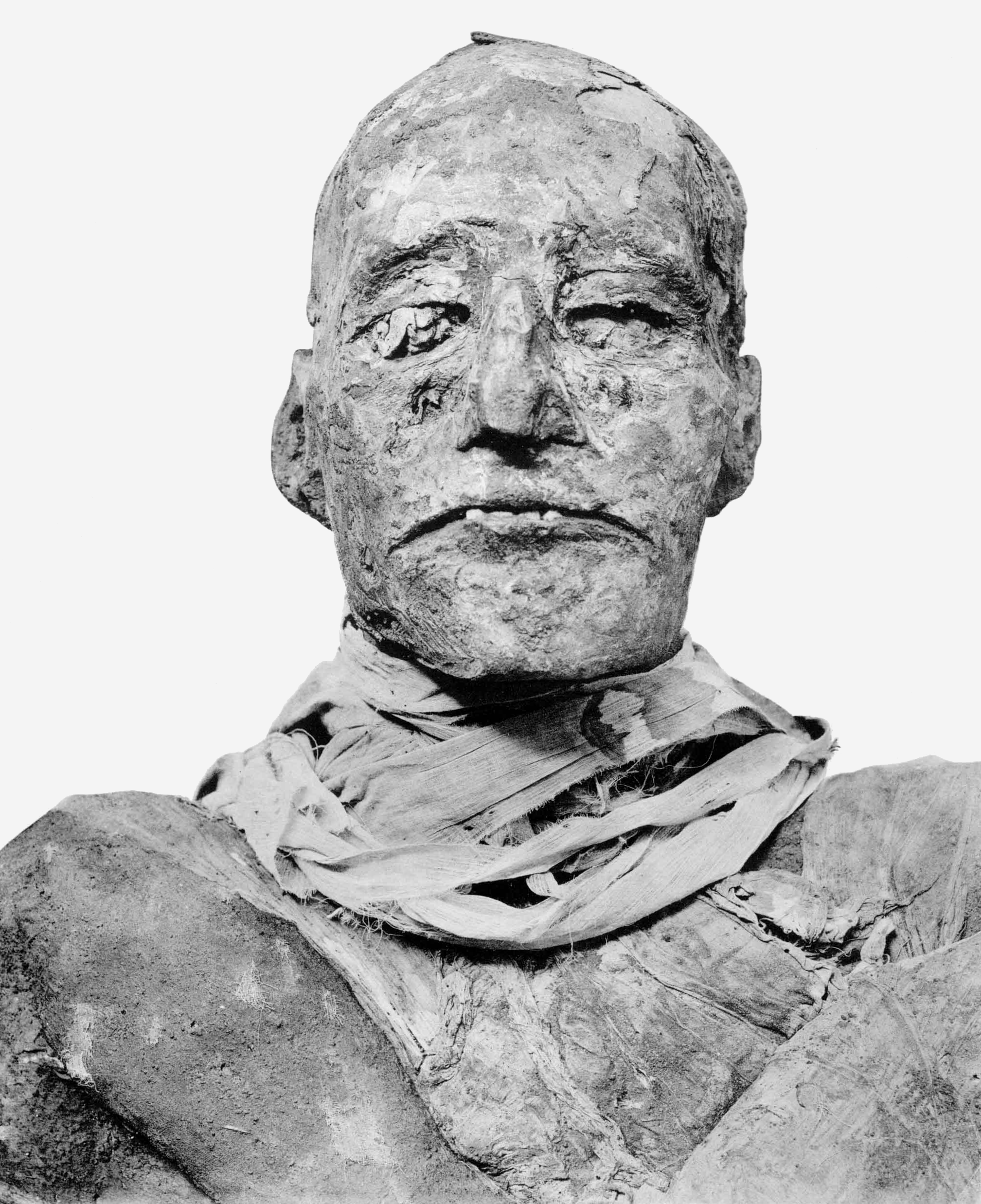
Mumie Ramesse III.; smrtelné zranění krku zahaleno při mumifikaci

Konec vlády Ramesse III. byl poznamenán četnými vzpourami a spiknutími. Například vezír Dolního Egyptu, pravděpodobně to byl již zmíněný Hewernef, ovládl město v Tell Atrib, načež byl faraonem z města vyhnán a zbaven úřadu. Hlavním důvodem fatálního spiknutí ale byla zřejmě volba syna Ramesisu-heqamaat-meriamun Ramesse IV. legitimním nástupcem. Spiknutí z harému vedla vedlejší žena Tije se synem Pentawerem, kterého ho chtěla dosadit na trůn. Pomoci úplatků do spiknutí spolu zavlekli dalších asi 30 služebníků, správců harému, hlavního správce paláce včetně kapitána lučištníků Binemwese, původem z Núbie. Faraona přepadli a prořízli mu hrdlo. Spiknutí bylo odhaleno a účastníci souzeni a potrestáni.
Zachoval se záznam o soudních procesech se spiklenci „Judical Papyrus“ (uložený v turínském muzeu Palazzo dell'Academia delle Scienze), který obsahuje obvinění, rozsudky a způsoby potrestání spiklenců. Za hlavní pomocníky vedlejší ženy Tiji a Pentawera byli označeni správce harému Pebekkamen a královský komorník Mesedsur, kteří vraždu faraona provedli. Většina spiklenců byla popravena. Princi Pentawerovi byla povolena sebevražda. Co se stalo královně Tiji, není známo. Mrtvý faraon Ramesse byl tradičně mumifikován a uložen do hrobky KV11. Po pozdějším přestěhování do hrobky DB/TT320 v Dér el-Bahrí, kde byla, spolu s jinými, mumie Ramesse III. v roce 1886 nalezena a spolehlivě identifikována, se také nacházela neidentifikovaná mumie, o které se spekulovalo, že by to mohl být princ Pentawer. Obě uvedené mumie byly z podnětu Zahiho Hawasse podrobeny detailnímu průzkum CT skenováním a také analýze vzorků jejich DNA. CT sken mumie Ramesse potvrdil vážné a rozsáhlé poranění v oblasti hrtanu, široké asi 70 mm zasahující až do krční páteře mezi 5. až 7. obratlem. Průdušnice byla protnuta. Je tedy zřejmé, že po těchto poraněních následovala smrt.
Neidentifikovaná mumie antropologicky odpovídala muži ve věku 18–20 let. Podstatné bylo zjištění, že posmrtná mumifikace nebyla provedena a navíc tělo bylo pokryto načervenalou kozí kůží a inflace plic potvrzovala smrt udušením. Analýza DNA prokázala shodu Y mužského chromosomu obou testovaných mumií. Z toho vyplynulo, že původně neidentifikovaná mumie patři princi Pentawerovi a že jeho smrt nastala uškrcením. Ten posmrtně nebyl mumifikován a v potupném stavu uložen do hrobky.

## Hrobka KV11
Původní hrobku KV11 se stavěla pro faraona Setnachta, nebyla dokončena a po jeho krátké vládě byl pohřben do KV14, kterou Ramesse III. zabral po královně Tausret. Vlastní hrobku KV11 Ramesse dokončil. Hrobka byla objevena Jacquesem de Morganem v roce 1895. Celková délka hrobky je 125 m, sestává ze tří koridorů, přičemž třetí koridor prochází hrobkou KV10 sporného panovníka 19. dynastie Amenmesse. Výzdoba obsahuje náboženské texty texty z knihy Amduat a podobných jako je Kniha brány (do podsvětí) a další. Scény provedené v hlubokém reliéfu jsou pestrobarevné a obsahují faraona ve společnosti bohů Hathor, Atum, Maat, Isis. V pohřební komoře se nacházel sarkofág z červeného kvarcitu, který byl původně určen pro Sethiho II. Ramessova mumie byla v pozdější době přemístěna do hrobky DB/TT320 v Dér el-Bahrí a v roce 1886 byla Gastonem Masperem vyzvednuta a uložena v Káhirském muzeu.